# ساخت اجتماعی فناوری
ساخت اجتماعی فناوری (به انگلیسی: Social Construction of Technology)‏ (SCOT) نظریه‌ای در حوزه مطالعات علم و فناوری است. طرفداران SCOT یا ساخت‌گرایان اجتماعی استدلال می‌نمایند که فناوری کنش انسان را تعیین نمی‌کند بلکه برعکس، این عمل انسان است که فناوری را شکل می‌دهد. آن‌ها هم‌چنین مدعی هستند که راه‌هایی که یک فناوری مورد استفاده قرار می‌گیرد را نمی‌توان بدون دانستن این‌که آن فناوری در چارچوب اجتماعی چگونه گنجانده شده‌است درک کرد. ساخت اجتماعی فناوری واکنشی به جبرگرایی فناورانه بوده و بعضی اوقات با عنوان ساخت‌گرایی فناورانه نیز از آن یاد می‌شود.
SCOT بر کارهای انجام شده در مکتب ساخت‌گرایانهِ‌ی جامعه‌شناسی علم بوده و زیرموضوعات آن شامل نظریه شبکه کنشگر (شاخه‌ای از چامعه‌شناسی علم و فناوری) و تحلیل تاریخی سامانه‌های اجتماعی-فناوری، مانند کارهای تاریخ‌نویس «توماس پی هیوز» می‌باشد. روش‌های تجربی آن برگرفته شده از «برنامه تجربی نسبی‌گرایی»‏ (EPOR) است، که به‌طور کلی یک روش تجزیه و تحلیل را برای تشریح راه‌های که یافته‌های علمی در جامعه پذیرفته می‌شوند مشخص می‌نماید (مقاله «برنامه قوی» را ببینید). طرفداران پیشتاز ساخت اجتماعی فناوری شامل «ویبر بیجکر» و «تریور پینچ» می‌باشد.
ساخت اجتماعی فناوری می‌گوید آن‌هایی که در جستجوی دانستن دلیل برای پذیرفتن یا رد یک فناوری هستند، باید به دنیای اجتماعی نگاه کنند. بر اساس ساخت اجتماعی فناوری، جهت تشریح موفقیت یک فناوری تنها گفتن این کافی نیست که فناوری «بهترین» است. پژوهشگران باید دریابند که ملاک برای «بهترین» بودن چگونه تعریف شده و کدام گروه‌ها و ذینفعان در تعریف آن مشارکت می‌کنند. به‌خصوص، آن‌ها باید بپرسند که چه کسی ملاک‌های فنی که موفقیت بر مبنای آن سنجش می‌شود را تعریف می‌کند، چرا ملاک‌های فنی این‌گونه تعریف می‌شوند و این‌که چه کسی مشمول یا مستثنی شده‌است. پینچ و بیجکر استدلال می‌نمایند که قطعیت‌پرایی فناورانه یک افسانه بوده و این افسانه ناشی از این مسئله است که هر گاه فردی به گذشته نگاه کند، برین باور شود که راهی که تا امروزه پیموده شده تنها راه ممکن بوده‌است.
SCOT صرفاً یک نظریه نیست، بلکه یک روش‌شناسی نیز است: این نظریه مراحل و اصولی که باید پیروی شوند را برای کسی که می‌خواهد علل ناکامی یا موفقیت فناورانه را تحلیل نماید مشخص می‌کند.

## میراث برنامه قوی در چامعه‌شناسی علم
طرح اولیه رویکرد ساخت اجتماعی فناوری تا حدودی با انگیزه‌گیری از ایده‌های برنامه قوی در جامعه‌شناسی علم تهیه شده بود (بلور،‏ ۱۹۷۳). پینچ و بیجکر در مقاله اندیشه آفرینشان به اصل تقارن اشاره نموده و آن را به عنوان تاثیرگذارترین اصل جامعه‌شناسی علم دانسته که باید در تحقیقات تاریخی و جامعه‌شناختی فناوری نیز مورد استفاده قرار گیرد. این اصل به‌طور قوی با نظریه علیت اجتماعی بلور پیوند دارد.

### تقارن
اصل تقارن می‌گوید که هنگام تشریح مبانی باورهای علمی که عبارت از ارزیابی موفقیت یا ناکامی مدل‌ها، نظریات یا آزمایش‌ها است، مورخ/جامعه‌شناس باید همان نوع تشریح را در صورت موفقیت یا در صورت ناکامی به‌کار گیرد. هنگام بررسی باورها، پژوهش‌گران باید در رابطه به صادق یا کاذب بودن آن باورها، بی‌طرف عمل نماید (به صورت پسین) و توضیحات باید غیر جانبدارانه باشند. برنامه قوی در رابطه به استدلال‌هایی که بازی‌گران اجتماعی برای پذیرش یا رد هرگونه فناوری می‌آورند، موضع نسبی گرایانه یا بی طرفانه را اقتباس می‌کند. به تمامی استدلالات (اجتماعی، فرهنگی، سیاسی، اقتصادی و هم‌چنین فنی) باید به‌طور مساوی پرداخته شوند.
اصل تقارن به این مشکل می‌پرداز که، که مورخین اشتیاق دارند تا موفقیت نظریه‌های موفق خود را با اشاره به «واقعیت عینی» یا «برتری فنی» ذاتی آن‌ها تشریح نمایند، در حالی‌که در صورت ناکامی به احتمال زیاد به سراغ تشریحات جامعه‌شناختی (آوردن دلایل اقتصادی یا اثر گذاری سیاسی) می‌روند. به عنوان مثال، با تجربه موفقیت مشهود دوچرخه‌های دارای زنجیر برای دهه‌ها، اشتیاق بر این است تا موفقیت آن به «فناوری پیشرفته» این دوچرخه در مقایسه با «بدوی بودن» دوچرخه «پنی فارتینگ» نسبت داده شود، اما اگر ما از نزدیک و به‌طور متقارن به تاریخ آن‌ها نگاه کنیم (آن‌گونه که پینچ و بیکر نگاه کردند)، می‌توانیم ببینیم که دوچرخه‌های اولیه برمبنای معیارهای کاملاً متفاوت از معیارهای امروزی ارزش داده می‌شدند. استفاده‌کنندگان اولیه (غالباً اشراف‌زاده‌های جوان و ثروت‌مند) به سرعت، هیجان و شکوه‌مندی پنی فارتنگ ارزش می‌دادند. برخلاف امنیت و ثبات دوچرخه‌های ایمنی زنجیردار، چندین عامل اجتماعی دیگر (مانند، وضعیت عصری زندگی شهری و حمل و نقل، عادت‌های لباس پوشیدن زنان و فمینیسم) بر ارزش‌یابی نسبی مدل‌های دوچرخه تأثیر داشته و آن را تغییر داده‌است.
قرائت ضعیف از اصل تقارن، خاطر نشان می‌نماید که اغلب چندین نظریه یا فناوری رقیب وجود دارند و تمامی آن‌ها این پتانسیل را دارند تا راه حل‌های اندکی متفاوت با مشکلات مشابه فراهم نمایند. در این‌گونه حالات، عوامل جامعه‌شناختی، توازن میان آن‌ها را برقرار می‌نماید: به همین خاطر باید به‌طور برابر به آن‌ها توجه نماییم.
مطالعهٔ قوی و ساخت‌گرایانهِ اجتماعی می‌افزاید که حتی پیدایش پرسش‌ها یا مشکلاتی که باید حل گردند، توسط عوامل تعیین کنندهٔ اجتماعی تعیین می‌گردند، از این جهت قانون تقارن ظاهراً حتی روی مسائل کاملاً فنی نیز قابل تطبیق است.

## مفاهیم اصیل بنیادین
برنامه تجربی نسبی‌گرایی (EPOR) نظریه ساخت اجتماعی فناوری (SCOT) را در دو مرحله معرفی کرد.

### مرحله اول: انعطاف‌پذیری تفسیری
مرحله اول روش‌شناسی پژوهشی SCOT (ساخت اجتماعی فناوری) این است تا تفسیرهای بدیل در مورد فناوری را بازسازی نماید، مشکلات و تضادهایی که این تفسیرها ایجاد می‌نمایند را تحلیل کرده و آن‌ها را با ویژگی‌های طراحی ابزارهای فناورانه پیوند دهد. رابطه میان گروه‌ها، افراد و طراحی‌ها می‌تواند در نمودارها به تصویر کشیده شوند.
معنی انعطاف‌پذیری تفسیری این است که هر ابزار فناورانه برای گروه‌های گوناگون دارای معانی و تفاسیر متفاوتی اند. بیجکر و پینچ نشان می‌دهند که تایرهای هوا دار دوچرخه به برخی افراد به معنی نوعی راحت حمل و نقل است، در حالی‌که برای برخی دیگر به معنی دردسر فنی، مشکل کشش و زشت بودن از نظر زیبایی‌شناختی است. تایرهای هوا دار در مسابقه باعث سرعت بالاتر می‌شود.
تفاسیر بدیل، مشکلات متفاوتی را ایجاد می‌کنند که باید حل شوند. زیبایی‌شناسی، راحتی و سرعت باید چگونه اولویت بندی شوند؟ «بهترین» گزینه میان کشش و سرعت کدام است؟

#### گروه‌های اجتماعی مرتبط
ابتدایی‌ترین گروه‌های مرتبط، عبارت از کاربران و تولیدکنندگان ابزار فناورانه هستند، اما بیشتر اوقات گروه‌های فرعی نیز وجود دارند، کاربرانی با وضع اجتماعی و اقتصادی متفاوت، تولیدکنندگان رقیب و …. بعضاً گروه‌های مرتبطی نیز وجود دارند که نه کاربر و نه تولیدکننده فناوری هستند، مانند خبرنگاران، سیاست‌مداران و سازمان‌های مدنی. تریور پینچ استدلال نموده‌است که فروشندگان نیز باید در مطالعه فناوری مد نظر قرار گیرند. گروه‌ها را می‌توان بر مبنای تفاسیر مشترک یا متفاوت آن‌ها از فناوری مورد نظر، از هم تفکیک نمود.

#### انعطاف‌پذیری طراحی
همان‌گونه که فناوری‌ها برای گروه‌های مختلف دارای معانی متفاوت است، همیشه راه‌های متعددی برای ساختن فناوری وجود دارد. یک طرح به‌خصوص صرفاً نشان دهنده نقطه‌ای در حوزه بزرگ احتمالات فنی بوده و منعکس کننده تفاسیر گروهای مرتبط مشخصی می‌باشد.

#### مشکلات و تضادها
تفاسیر گوناگون اغلب باعث بروز تضاد در میان معیارهایی می‌شود که از نظر فناوری به سختی قابل حل است (مثلاً، در رابطه با مورد دوچرخه، یکی از مشکلات این بود که چگونه یک زن می‌تواند با دامن کوتاه دوچرخه براند و همزمان معیارهای آداب و اصول اجتماعی را نیز رعایت کند) یا تضاد میان گروه‌های مرتبط («مخالفین دوچرخه سواری» که برای منع دوچرخه لابی‌گری نمودند). گروه‌های مختلف در جوامع مختلف مشکلات مختلفی می‌سازند و این امر باعث می‌شود تا طراحی‌های مختلفی ایجاد گردد.

### مرحله دوم: بستار
مرحله دوم روش‌شناسی SCOT این است تا نشان دهد که بستار چگونه صورت می‌پذیرد.
با گذشت زمان و پیشرفت فناوری‌ها، انعطاف‌پذیری تفسیری و طراحی از طریق سازوکار بستار فرو می‌ریزند. دو مثال از سازوکارهای بستار به قرار ذیل اند:
1. بستار بدیعی:[ژ] هرگاه گروه‌های اجتماعی ببیند که مشکل حل شده‌است، نیازی به طراحی‌های بدیل بسیار کاهش میابد. این امر اغلب نتیجه بازاریابی (تبلیغات) است.
2. بازتعریف مشکل: طراحی که در کانون تضادها قرار دارد را می‌توان با حل یک مشکل جدید و متفاوت توسط همان طرح به ثبات رساند، که در نهایت تضادهای قبلی هم توسط همین طراحی حل می‌گردد. به عنوان مثال، بعد از این‌که فناوری پیشرفت نمود و به مرحله‌ای رسید که تایرهای هوادار دوچرخه‌ها در مسابقات برنده می‌شدند، مشکل زیبایی و فنی تایرهای هوا دار دوچرخه نیز کاهش یافت. تایرها هنوز هم زشت و سنگین پنداشته می‌شدند، اما بعد از این‌که راه حلی برای «مشکل سرعت» فراهم نمودند، دغدغه‌های قبل نیز نادیده گرفته شدند.

بستار دائمی نیست. گروه‌های اجتماعی جدید ممکن است انعطاف‌پذیری تفسیری جدیدی شکل دهند یا آنرا دوباره معرفی نمایند و باعث ایجاد گفت‌گوها یا تضادهای جدیدی در مورد فناوری شوند (به عنوان مثال، اتوموبیل‌ها در دهه ۱۹۸۰ میلادی نسبت به وسایل نقلیه‌ای که با نیروی اسب رانده می‌شدند، به عنوان بدیل «سبز» و فناوری پاک‌ترِ سازگار با محیط زیست پنداشته می‌شدند؛ در دهه ۱۹۶۰ میلادی، گروه‌های اجتماعی جدید، تفاسیر جدیدی در مورد تأثیرات زیست‌محیطی اتوموبیل معرفی و نتیجه مخالف را استنتاج نمودند).

## ارجاعات
1. ↑  Palacios, EM García, et al. "Introdução aos estudos CTS (Ciência, Tecnologia e Sociedade)." Cadernos de Ibero America (2003).
2. ↑  Pinch, Trevor J. and Wiebe E. Bijker. "The Social Construction of Facts and Artefacts: Or How the Sociology of Science and the Sociology of Technology Might Benefit Each Other." Social Studies of Science 14 (August 1984): 399-441.
3. ↑  Wiebe E. Bijker; Thomas P. Hughes; Trevor Pinch, eds. (1987). The Social Constructions of Technological Systems (PDF). Cambridge, Massachusetts: MIT Press. ISBN 0-262-02262-1.
4. ↑  Pinch, Trevor (2003).  Nelly Oudshoorn and Trevor Pinch (ed.). How Users Matter: The Co-Construction of Users and Technology. MIT Press. pp. 247–269. ISBN 0-262-15107-3.